# Josiana Vicenzutto
Josiana Vicenzutto (Josiana Elda Margarida Vicenzutto Salomon) (Carcassona, Llenguadoc, 7 de setembre de 1950 - 16 d'agost de 2008). Cantant occitana.
Nascuda a Carcassona en una família d'origen italià va estudiar filologia hispànica. Dinamitzadora cultural, el 1970 creà a Carcassona un grup de teatre que va promoure el coneixement de la cultura occitana. El 1976 gravà el seu primer disc Josiana Vicenzutto. Traslladada a Barcelona, el 1978 enregistrà Cançons d’amor e de tèrra, amb Edigsa. El 1981 seguí l'enregistrament Cerç marin e tramontana. El 1984 enregistrà Pirata de mar y cielo, amb poemes de Rafael Alberti. La seva discografia es completa amb els àlbums Para Rafael Alberti (1986), amb Sílvia Munt i Enric Majó; Los càtars (1987) que dedicà a la memòria de Renat Nelli i dos discs senzills, un que arreplega les cançons Miséria, Tolosa, Tu mon païs i L'erba d'agram; i un altre amb La Crosada i Cançon de pena.
Morí a Carcassona el 2008.